# John Joyce (Politiker)

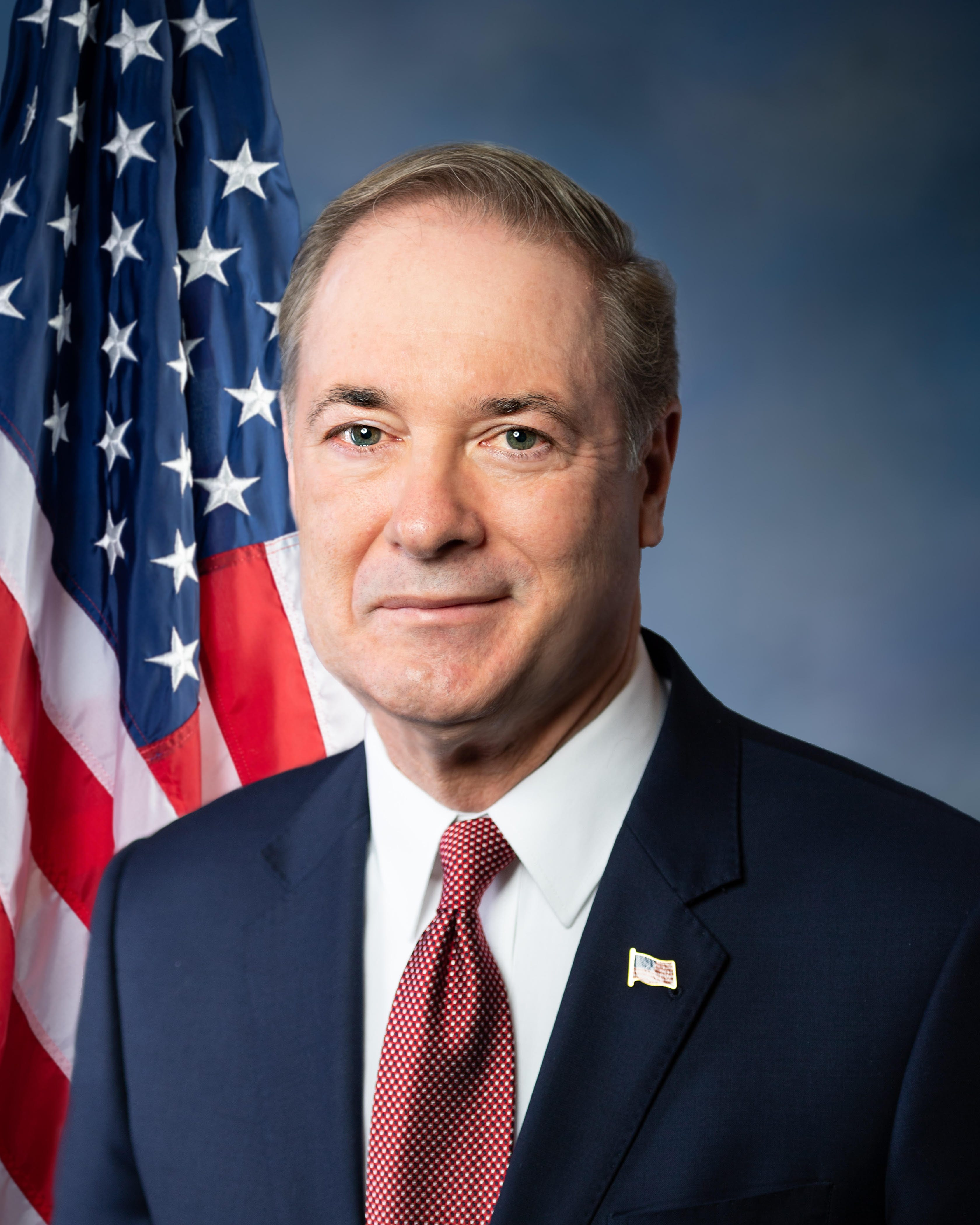
John Joyce (2019)

John Patrick Joyce (* 8. Februar 1957 in Altoona, Pennsylvania) ist ein US-amerikanischer Politiker (Republikanische Partei). Er ist seit dem 3. Januar 2019 Abgeordneter des Bundesstaates Pennsylvania im Repräsentantenhaus der Vereinigten Staaten.

## Leben
John Joyce machte 1975 an der Bishop Guilfoyle High School in Altoona seinen Schulabschluss und studierte danach Biologie an der Pennsylvania State University; zunächst am Campus in Altoona und danach in University Park, wo er als Bachelor of Science abschloss. Den Titel Doctor of Medicine erwarb Joyce im Jahr 1983 an der Temple University. Danach war er am Johns Hopkins Hospital in Baltimore und am Portsmouth Naval Hospital tätig, bevor er nach Altoona zurückkehrte, wo er als Dermatologe tätig ist. John Joyce ist verheiratet und hat drei Kinder.

## Politik
Im März 2018 bewarb sich John Joyce um den Sitz des neu zugeschnittenen 13. Kongresswahlbezirkes von Pennsylvania im Repräsentantenhaus der Vereinigten Staaten, der den mittleren Süden des Bundesstaates umfasst und somit traditionell republikanisch geprägt ist. Nachdem er sich in der Vorwahl der Republikanischen Partei gegen sieben weitere Kandidaten durchsetzen konnte, gewann er die Wahlen am 6. November 2018 mit 70,5 Prozent der Stimmen gegen den demokratischen Kandidaten Brent Ottaway. Am 3. Januar 2019 trat Joyce das Amt an. Im Repräsentantenhaus ist er Mitglied im Committee on Homeland Security und im Committee on Small Businesses. Nach dem Sieg bei der Wahl 2020 konnte er sein Amt weiter ausüben. Bei der Wahl 2022 hatte er weder in der Vor- noch der Hauptwahl Gegenkandidaten. 2024 hatte Joyce ebenso wie die Demokratin Beth Farnham in der Vorwahl keine Gegenkandidaten. Die Hauptwahl zum 119. Kongress gegen Farnham konnte er am 5. November 2024 mit 74,2 % für sich entscheiden. Seine aktuelle Legislaturperiode im Repräsentantenhaus des 119. Kongresses läuft noch bis zum 3. Januar 2027.